# Marrar
Marrar är en ort i Australien. Den ligger i kommunen Coolamon och delstaten New South Wales, i den sydöstra delen av landet, omkring 370 kilometer väster om delstatshuvudstaden Sydney. Antalet invånare är 592.
Runt Marrar är det mycket glesbefolkat, med 3 invånare per kvadratkilometer.. Närmaste större samhälle är Coolamon, omkring 16 kilometer väster om Marrar.
Trakten runt Marrar består till största delen av jordbruksmark. Genomsnittlig årsnederbörd är 587 millimeter. Den regnigaste månaden är februari, med i genomsnitt 88 mm nederbörd, och den torraste är oktober, med 22 mm nederbörd.